# 卡温顿县 (亚拉巴马州)
卡温顿县（英語：Covington County）是位于美国亚拉巴马州南部的一个县，县治安达卢西亚。根据美国人口调查局2000年统计，共有人口37,631，其中白人占86.19%、非裔美国人占12.35%。